# Joseph-Henri de Monspey
 (avril 2018).
Joseph-Henri de Monspey, marquis de Monspey, comte de Vallières, né le 9 novembre 1695 et mort le 3 janvier 1787, est un militaire français.

## Biographie
Il est capitaine de dragons au régiment de Bauffremont et chevalier de l'ordre de Saint-Louis.

## Famille
Il est le fils d'Antoine de Monspey.
Il épouse Anne Levic de Pontevès d'Agoult dont il a au moins un fils, Louis-Alexandre-Élysée de Monspey, député de la noblesse de la sénéchaussée de Villefranche (Rhône).

## Distinction
- Chevalier de l'ordre royal et militaire de Saint-Louis.